# خروس (مجموعه تلویزیونی)
خروس مجموعه‌ طنز-اجتماعی ایرانی به کارگردانی سعید آقاخانی، نویسندگی مصطفی کیایی و تهیه‌کنندگی علیرضا ابراهیمی دلیجانی محصول سال ۱۳۹۲ است که در ماه رمضان همین سال از شبکه۲ سیما پخش شد.
این مجموعه تلویزیونی، ابتدا قرار بوده که در تعطیلات نوروز ۱۳۹۲ پخش شود، ولی شبکه دو یک مجموعه تلویزیونی دیگر را برای پخش نوروزی در نظر گرفته و سازندگان مجموعه تلویزیونی خروس که در میانه‌هایِ تولید بودند را موظف کرد تا با افزایش تعداد قسمت‌ها آن را برای ماه رمضان آماده کنند.. تلویزیون ایران از اواسط تیر تا اوایل مرداد ۱۳۹۲ مجموعه تلویزیونی خروس را در ۲۲ قسمت پخش کرد.

## خلاصه داستان
خروس روایتی از زندگی پدری است که دچار مشکل غیرمنتظره‌ای می‌شود. این مشکل خانواده را به تکاپو می‌اندازد و پسر خانواده با همفکری دوستانش تلاش می‌کند تا چاره‌ای برای رفع این مشکل بیندیشند. در نقشه بچه‌ها، مغز متفکر یک خروس است.

## بازیگران
- حمید لولایی
- سید جواد رضویان
- یوسف تیموری
- کریم اکبری مبارکه
- عزت‌الله مهرآوران
- مرضیه صدرایی
- سپند امیرسلیمانی
- ملیکا شریفی‌نیا
- مهساکریم زاده
- دانیال معصومی
- بهشاد شریفیان
- اصغر حیدری
- حمید لیقوانی
- سادیاجلالی پور
- سیروس میمنت
- کریم قربانی
- بیتاخردمند
- عاطفه باقری
- سروش جمشیدی
- محمدرضاخلج زاده
- ابراهیم شفیعی